# Strobilanthes flexa
Strobilanthes flexa är en akantusväxtart som beskrevs av Raymond Benoist. Strobilanthes flexa ingår i släktet Strobilanthes och familjen akantusväxter. Inga underarter finns listade i Catalogue of Life.